# Palizada

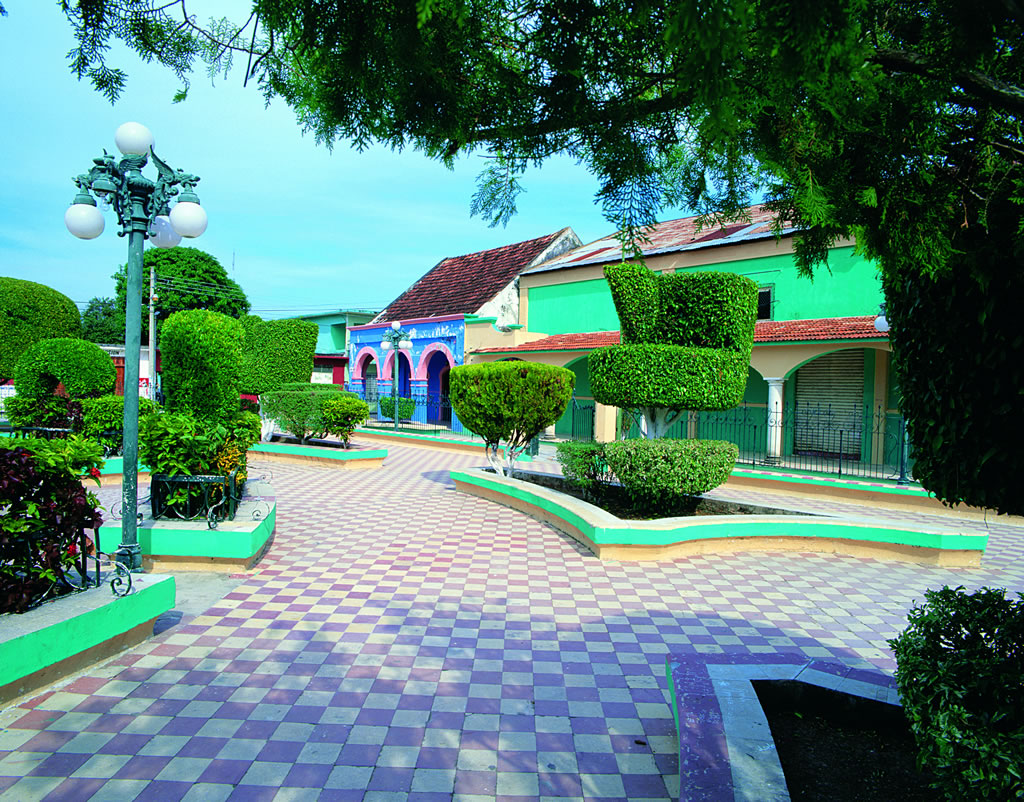
stadscentrum

Palizada is een stadje in de Mexicaanse staat Campeche. Palizada heeft 6.760 inwoners (census 2005) en is de hoofdplaats van de gemeente Palizada.